# Georg Holgreen
Georg Nielsen Holgreen (14. februar 1795 i Stockholm – 12. april 1843 i København) var en dansk klassicistisk arkitekt, der arbejdede for Farvandsvæsenet og i den egenskab har tegnet et antal danske fyrtårne.
Holgreen var søn af snedkermester Niels H. og NN, blev optaget på Kunstakademiet i København før 1805, nævnes som værende i 2. bygningsskole 1805, vandt den lille sølvmedalje 1814 og den lille guldmedalje 1821 (for Et Landkadetakademi) samt den store guldmedalje 1825 (for En Toldbod). Han var konduktør hos C.F. Hansen og Jørgen Hansen Koch.
På trods af sin imponerende præstationer på Akademiet og det prestigefyldte arbejde for C.F. Hansen fik Holgreen mest opgaver af teknisk karakter. Han døde tragisk, muligvis for egen hånd, efter en sag om katastrofale byggefejl i fyrtårnet i Hanstholm. Murermesteren, G. Sibbern, indrømmede, at han havde misforstået anvisningerne vedrørende murenes tykkelse, men han fastholdt, at de oprindelige tegninger fra Holgreen ikke havde været gode nok.
Han blev gift med Ane Rasmussen (17. september 1797 i København – 18. august 1870 smst.), datter af brændevinsbrænder Peder R. og Maren Stephensdatter. Han er begravet på Assistens Kirkegård.

## Værker
- Reparationer ved Sankt Petri Kirke, København (før 1818)
- Reparationer ved hospitalet, det gl. kloster, Nykøbing Falster
- Reparationer ved Maribo Domkirke (1818)
- Konduktør for C.F. Hansen ved byggeriet af Christiansborg Slot (fuldført 1828)
- Konduktør ved Hørsholm Kirke (1828)
- Forestod opførelsen af adskillige fyrtårne under Jørgen Hansen Koch, heriblandt Fornæs Fyr (1839, nedrevet) ved Grenaa og Hanstholm Fyr
- Overklitfogedbolig i Skagen (1831)